# Championnat de Suisse de combiné nordique 2007
Le championnat de Suisse de combiné nordique 2007 s'est déroulé le 22 septembre 2007 à Kandersteg. L'épreuve de saut s'est déroulée sur un tremplin normal (K90). La course de fond, qui était effectuée sur des rollers de type Skike (en), a couronné Ronny Heer.

## Résultats
| Rang | Athlète             |
| ---- | ------------------- |
| 1    | Ronny Heer          |
| 2    | Seppi Hurschler     |
| 3    | Michael Hollenstein |
| 4    | Joel Bieri (de)     |
| 5    | Tommy Schmid        |
| 6    | Tim Hug             |
| 7    | Lars Grossen (de)   |
| 8    | Felix Kläsi         |
| 9    | Ivan Rieder         |
| 10   | Lucas Vonlanthen    |